# Лес Фонтенбло
Лес Фонтенбло (фр. Forêt de Fontainebleau) — обширный лесной массив, окружающий замок и городок Фонтенбло во Франции в 60 км к юго-востоку от Парижа (департамент Сена и Марна). Популярное место пеших и верховых прогулок.
Включает в себя три лесных массива — собственно лес Фонтенбло (17 000 га), лес Труа-Пиньон (фр. Forêt des Trois Pignons) (3300 га) и лес Коммандери (фр. Forêt de la Commanderie) (2400 га), находящиеся под контролем Национального лесного ведомства Франции.

## Геология
35 миллионов лет назад на месте леса Фонтенбло было море. Отступая, оно оставило слой песка толщиной около 50 метров. Этот песок — один из чистейших в мире: именно он используется для производства знаменитого муранского стекла. Поскольку песчаная почва плохо удерживает воду, в лесном массиве нет ни болот, ни озёр.

## История освоения человеком
Первые сохранившиеся свидетельства о пребывании человека в лесу Фонтенбло датируются эпохой позднего палеолита (40 000 лет назад). Первые поселения на его территории относятся к неолиту. Позднее на окраине леса возникли поселения лигуров и кельтов — Авон, Ларшан и др.
Начиная с IX и вплоть до XIX века французские монархи приезжали охотиться в лесу Фонтенбло. Поэтому лес был отчасти благоустроен: в нём были проложены аллеи, достаточно широкие для всадников, предусмотрены источники воды и т. д.
Лес получил свою известность в том числе благодаря дворцу Фонтенбло, построенному в XVI в. для короля Генриха II. Согласно Морису Дрюону, именно на охоте в лесу Фонтенбло король Франции Филипп Красивый получил инсульт, что привело к его кончине в этом дворце.
С XVI века в лесу Фонтенбло добывается песчаник. К 1907 году, когда его добыча была запрещена, около 3/4 пластов песчаника были разрушены многочисленными карьерами.
В XIX веке архитектор Клод-Франсуа Денекур вплотную занимается планировкой леса: он намечает прогулочные маршруты и создаёт «путеводитель» по лесу с указанием достопримечательностей. В 1849 году первые туристы прибывают в Авон по железной дороге.
В 1861 году художники и писатели Франции инициируют создание в лесу «художественного заповедника» (фр. réserve artistique): первый в мире случай официального присвоения охранного статуса природному объекту.
Во время Второй мировой войны лес Фонтенбло служил убежищем французским партизанам. Чтобы заставить их выбраться наружу, немцы подожгли лес.
После войны лес Фонтенбло становится природным заповедником, площадь которого значительно увеличилась в конце XX — начале XXI века. На 2015 год заповедная зона включает 1331 га «контролируемых» территорий (находящихся под наблюдением экологов, которые не допускают, в частности, вторжение инвазивных видов) и 580 га территорий, свободных от всякого вмешательства человека.

## Экосистема

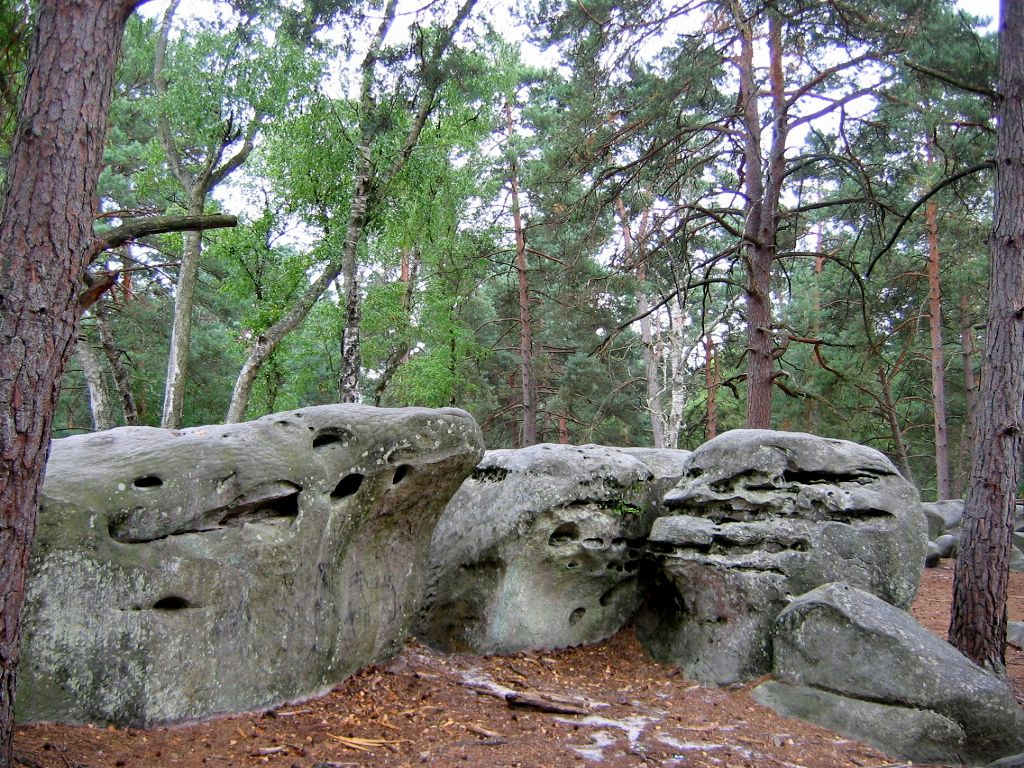
Валуны в лесу Фонтенбло

Лес, раскинувшийся на площади 25 000 га, отличается красивым ландшафтом: он включает скалы, гроты, холмы и долины, поросшие вереском и утесником. Характерной особенностью местных пейзажей является большое количество валунов причудливых форм.
По данным Ассоциации друзей леса Фонтенбло (фр. Les Amis de la Forêt de Fontainebleau), занимающейся охраной леса, его флора и фауна насчитывает:

— 5685 видов растительных организмов, в том числе 1 350 видов цветковых растений, 460 мхов, 2700 грибов, 675 лишайников и 500 водорослей. Из деревьев в лесу преобладают бук, граб, дуб, берёза и сосна.

— 6000 видов животных, в том числе 5 600 видов насекомых, 60 млекопитающих, 260 птиц, 75 моллюсков, 15 рептилий, 18 амфибий и множество видов членистоногих. Из крупных млекопитающих встречаются олени, косули и кабаны. Кроме того, в лесу обитают барсуки, дикие кошки, куницы, генеты, лисы, хорьки, зайцы и кролики.
Лес Фонтенбло — популярное место охоты, которая организуется с целью регулирования численности крупных животных, таких как олени и кабаны, и поддержки биологического равновесия в экосистеме леса. Охота разрешена с 1 ноября по 28 февраля. Лес Фонтенбло — одно из немногих мест, где практикуется традиционная псовая охота.

## Туризм

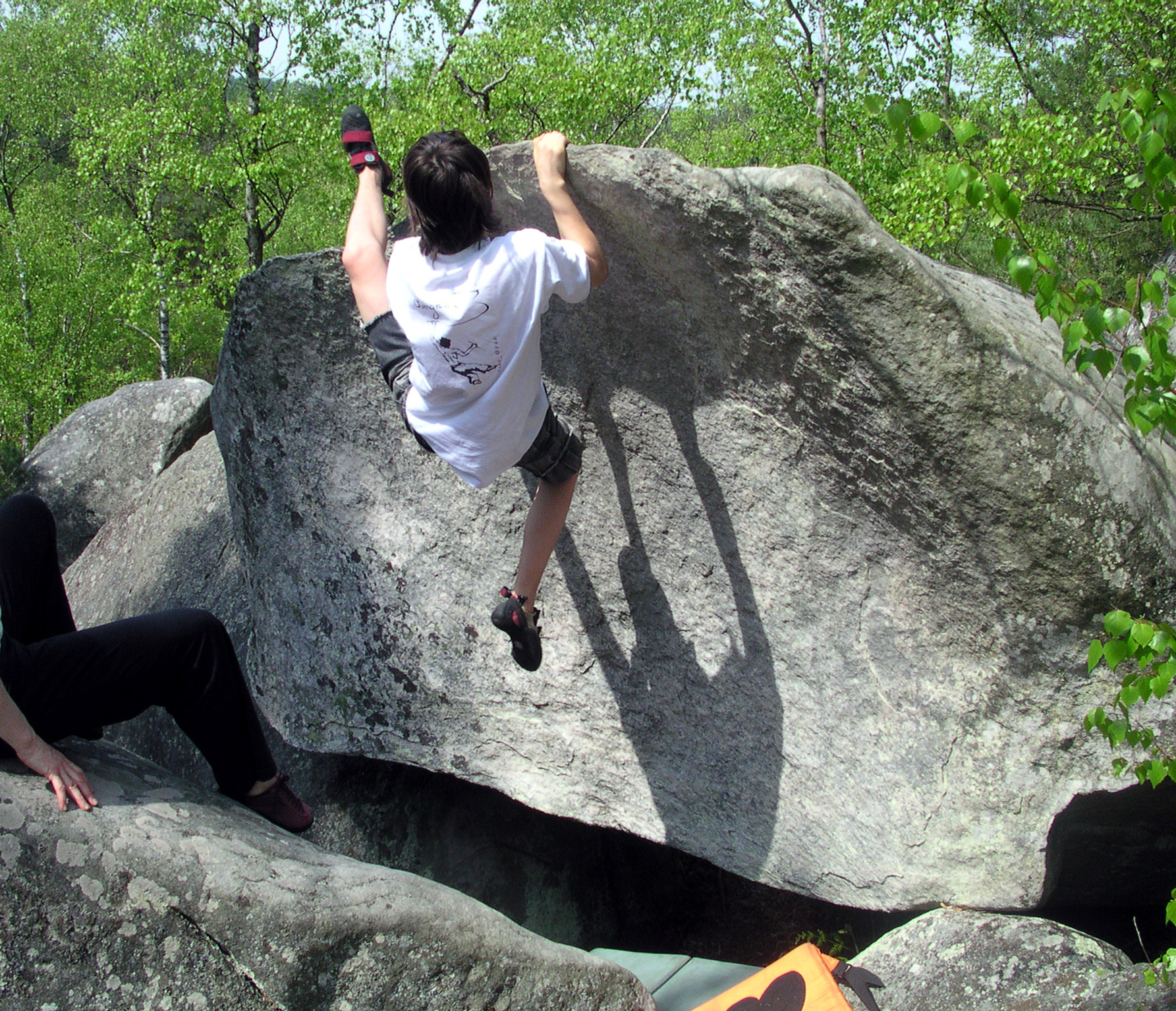
Боулдеринг на «жёлтом» маршруте

Каждый год лес Фонтенбло посещают около 17 миллионов туристов. Благодаря разнообразному рельефу эта местность пользуется особой популярностью у скалолазов и любителей боулдеринга. Для последних предусмотрены специальные маршруты различных уровней сложности: от «белого», доступного даже ребёнку, до «чёрного», который под силу только профессионалам.
Кроме того, посетители Фонтенбло могут совершить пешие, конные или велосипедные прогулки, самостоятельно или с гидом. Ассоциация друзей леса Фонтенбло предлагает также тематические экскурсии, посвящённые истории леса, геологии, археологии, биологии и т. д. Для того чтобы туристы не заблудились в лесу, наиболее популярные маршруты нанесены на карты (с указанием длительности и сложности маршрута), а на местности присутствуют ориентиры в виде стрелок, указателей и т.д.

## Лес Фонтенбло в культуре

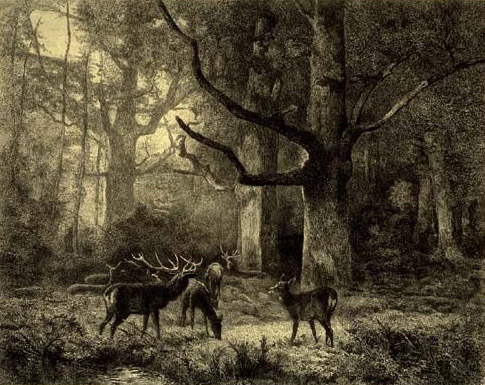
Картина Карла Бодмера «Лес Фонтенбло», ок. 1850

В XIX веке лес Фонтенбло — излюбленное место французских художников. В период с 1800 по 1900 год более 1500 картин с изображением леса были представлены на выставках в Салоне.
В 1825—1875 годах маленькая деревушка Барбизон, расположенная в лесу Фонтенбло, стала одним из ключевых мест французской живописи. В живописном лесу черпали своё вдохновение художники-пейзажисты так называемой барбизонской школы: Теодор Руссо, Камиль Коро, Жан-Франсуа Милле, Шарль-Франсуа Добиньи и другие. Для них лес, где можно было рисовать природу с натуры, стал идеальной мастерской.

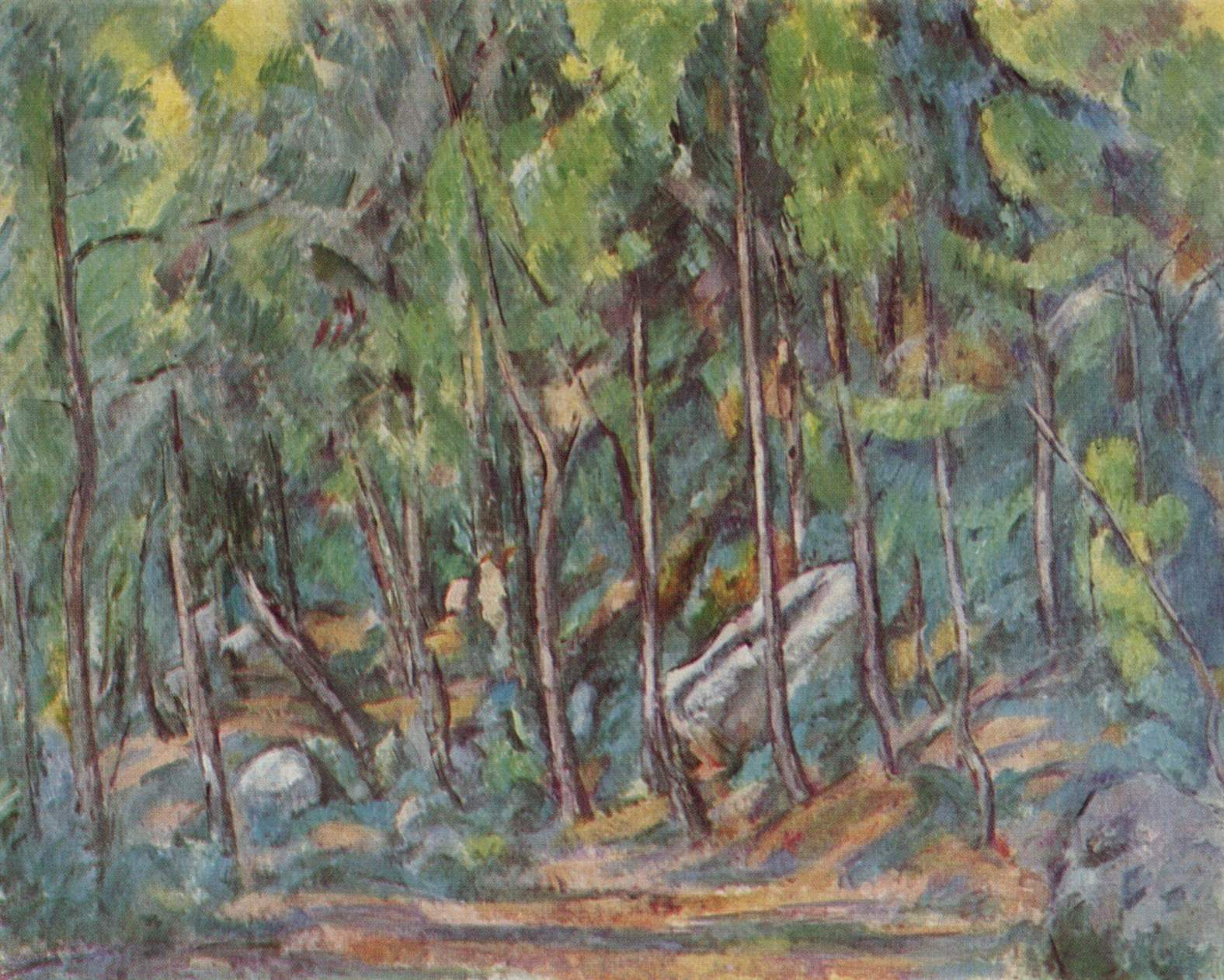
Поль Сезанн. «Лес Фонтенбло», 1879—1882

В начале своего творческого пути многие художники-импрессионисты — Клод Моне, Фредерик Базиль, Альфред Сислей, Огюст Ренуар — также посещали лес Фонтенбло и рисовали его. Но затем, сосредоточившись на попытках передать игру света на своих полотнах, импрессионисты перестали приезжать в лес, сочтя его слишком тёмным.
Не менее популярен лес Фонтенбло был и среди писателей, бежавших от городской цивилизации в поисках новых источников вдохновения. Лес упоминается в произведениях Стендаля, Бальзака, Мопассана, Жорж Санд и других французских писателей.
В лесу Фонтенбло и его окрестностях происходит действие трилогии Бернара Вербера о муравьях («Муравьи», «День муравья» и «Революция муравьёв»).